# روش های محاسبه ریشه دوم
امروزه روش‌های بسیاری برای محاسبه ریشه دوم وجود دارد، بعضی از آن‌ها را می‌توان بر روی کاغذ انجام داد و بعضی از آن‌ها هم با ماشین، البته همه ماشین‌حساب‌ها دارای دکمه رادیکال نیستند.
اغلب برای حساب کردن ریشه دوم از بعضی برنامه‌های صفحه‌گسترده کامپیوتر و برخی دیگر از نرم‌افزارها استفاده می‌شود. نرم‌افزارهای کامپیوتری قابلیت محاسبه توابع نمایی و لگاریتم طبیعی را دارند و با استفاده از آن ریشه دوم {\displaystyle x} را محاسبه می‌نمایند، به شکل زیر:
{\displaystyle {\sqrt {x}}=e^{{\frac {1}{2}}\ln x}}
برای محاسبه ریشه دوم می‌توان از خط‌کش مهندسی یا جدول لگاریتم کمک گرفت.
رایج‌ترین روش محاسبه ریشه دوم بر روی کاغذ، استفاده از «روش بابلی» است. این روش از یک عملیات ساده استفاده می‌کند، و هر چه این روش را بیشتر انجام دهید به جواب نزدیک‌تر خواهید شد. برای پیدا کردن {\displaystyle r}، ریشه دوم عدد {\displaystyle x}:
1. عددی تصادفی انتخاب کنید که اگر به توان دو برسد به عدد {\displaystyle x} نزدیک‌تر باشد. (بهترین عدد، نزدیک‌ترین عدد کمتر از {\displaystyle x} است)
2. جای {\displaystyle r} را با میانگین {\displaystyle r} و x / r عوض کنید.
3. مراحل ۲ و ۳ را تکرار کنید.[نیازمند منبع]